# Vincent Le Quellec
Vincent Le Quellec (Lannion, 8 de fevereiro de 1975) é um desportista francês que competiu no ciclismo na modalidade de pista, especialista na prova de velocidade por equipas.
Ganhou duas medalhas de ouro no Campeonato Mundial de Ciclismo em Pista, nos anos 1997 e 1998.

## Medalheiro internacional
| Campeonato Mundial | Campeonato Mundial | Campeonato Mundial | Campeonato Mundial     |
| Ano                | Lugar              | Medalha            | Competição             |
| ------------------ | ------------------ | ------------------ | ---------------------- |
| 1997               | Perth ( Austrália) | Medalha de ouro    | Velocidade por equipas |
| 1998               | Bordéus ( França)  | Medalha de ouro    | Velocidade por equipas |